# 可视编辑器
可视编辑器（英語：Visual editor），指在编辑过程中可显示被编辑文本的编辑器，与之相对的是行编辑器（比如ed、ex以及edlin）。
这个术语主要用于字符模式的应用程序，与GUI相对应。当然所有的GUI编辑器都是可视编辑器，但字符模式的编辑器则不全是。
可视编辑器中比较著名有：
- Vi
- Emacs
- Pico
- XEDIT（英语：XEDIT）